# LGV Madrid - Levant
La LGV Madrid - Levant est une ligne à grande vitesse actuellement en construction mais partiellement inaugurée, reliant Madrid aux villes du Levant espagnol : Valence, Castellón de la Plana, Alicante, Murcie,Carthagène et Almeria, en passant également par les villes de Cuenca et Albacete. 
Elle doit son nom au fait que ses destinations à partir de Madrid sont situées dans la région naturelle du Levant espagnol.
La voie ferrée est à écartement standard, et le courant fourni par la caténaire est un courant alternatif de 25 kV. La ligne permet des vitesses de 350 km/h. Le système de sécurité ferroviaire est l'ETCS, de niveau 1 et 2. La ligne nouvelle est reliée à la LGV Madrid - Séville à 28 km au sud de Madrid.
La première phase de la construction Madrid-Valence a été achevée en 2010, et la ligne inaugurée commercialement en décembre 2010. La Renfe exploite 30 rames S-112 sur cette ligne. Les travaux sur les autres tronçons se poursuivent afin de compléter la ligne par étapes, vers 2020 (Alicante est desservie depuis 2013 , Murcia en 2021) et Almeria en 2023.